# Moftin
Moftin (Majtény en hongrois, Maitingen en allemand) est une commune roumaine du județ de Satu Mare, dans la région historique de Transylvanie et dans la région de développement du Nord-Ouest.

## Géographie
La commune de Moftin est située dans le sud-ouest du județ, sur la rive gauche de la Crasna, dans la plaine du Someș, à 9 km à l'est de Carei et à 27 km au sud-ouest de Satu Mare, le chef-lieu du județ.
La municipalité est composée des sept villages suivants (population en 2002) :
- Domnănești (1 093) ;
- Ghivaci (436) ;
- Ghirolt (181) ;
- Istrău (74) ;
- Moftinu Mare (960) ;
- Moftinu Mic (1 219), siège de la commune ;
- Sânmiclăuș (365).

## Histoire
La première mention écrite du village de Moftinu Mic date de 1417. Les villages de Ghirolt et Istrău sont cités dès 1240, celui de Moftinu Mare en 1330 et celui de Domănești en 1332 sous le nom de Domanhida.
La commune, qui appartenait au royaume de Hongrie, faisait partie de la principauté de Transylvanie et elle en a donc suivi l'histoire. le village de Domănești a eu une grande importance pendant le Moyen Âge en raison de son pont sur la Crasna.
C'est près du village de Moftinu Mic qu'en 1711, le comte Sándor Károlyi déposa les armes devant les armées des Habsbourg et contraignit ainsi François II Rákóczi à cesser sa guerre d'indépendance de la Transylvanie.
Les Károlyi encouragèrent l'installation de colons germanophones d'origine souabe dans la région.
Après le compromis de 1867 entre Autrichiens et Hongrois de l'empire d'Autriche, la principauté de Transylvanie disparaît et, en 1876, le royaume de Hongrie est partagé en comitats. Moftin intègre le comitat de Szatmár (Szatmár vármegye).
À la fin de la Première Guerre mondiale, l'Empire austro-hongrois disparaît et la commune rejoint la Grande Roumanie au traité de Trianon et le județ de Sălaj dont le chef-lieu était la ville de Zalău.
En 1940, à la suite du deuxième arbitrage de Vienne, elle est annexée par la Hongrie jusqu'en 1944, période durant laquelle sa communauté juive est exterminée par les nazis. Elle réintègre la Roumanie après la Seconde Guerre mondiale au traité de Paris en 1947.
De 1950 à 1968, la commune fait partie de la région de Baia Mare. Ce n'est qu'en 1968, lors de la réorganisation administrative du pays, qu'elle est intégrée au județ de Satu Mare auquel elle appartient de nos jours.

## Politique
Le conseil municipal de Moftin compte 13 sièges de conseillers municipaux. À l'issue des élections municipales de juin 2008, a été élu maire de la commune.
| Parti                                        | Nombre de conseillers |
| -------------------------------------------- | --------------------- |
| Parti social-démocrate (PSD)                 | 8                     |
| Parti national libéral (PNL)                 | 2                     |
| Forum démocratique des Allemands de Roumanie | 2                     |
| Union démocrate magyare de Roumanie (UDMR)   | 1                     |

## Religions
En 2002, la composition religieuse de la commune était la suivante :
- Chrétiens orthodoxes, 42,86 % ;
- Catholiques romains, 20,72 % ;
- Réformés, 18,80 % ;
- Grecs-Catholiques, 16,03 % ;
- Pentecôtistes, 0,71 %.

## Démographie
En 1910, à l'époque austro-hongroise, la commune comptait 4 844 Hongrois (66,42 %), 2 375 Roumains (32,57 %) et 62 Allemands (0,85 %),.
En 1930, on dénombrait 3 966 Roumains (53,44 %), 1 859 Allemands (25,05 %), 1 346 Hongrois (18,14 %), 171 Tsiganes (2,30 %) et 62 Juifs (0,84 %).
En 1956, après la Seconde Guerre mondiale, 3 846 Roumains (52,79 %) côtoyaient 3 294 Hongrois (45,22 %) et 138 Tsiganes (1,89 %).
En 2002, la commune comptait 2 484 Roumains (57,39 %), 1 377 Hongrois (31,81 %), 207 Tsiganes (4,78 %), 176 Allemands (4,06 %) et 80 Ukrainiens (1,84 %). On comptait à cette date 1 705 ménages et 1 632 logements.
| 1880  | 1890  | 1900  | 1910  | 1920  | 1930  | 1941  | 1956  | 1966  |
| ----- | ----- | ----- | ----- | ----- | ----- | ----- | ----- | ----- |
| 4 868 | 5 889 | 7 244 | 7 293 | 6 966 | 7 422 | 7 443 | 7 285 | 6 957 |

| 1977  | 1992  | 2002  | 2007  | - | - | - | - | - |
| ----- | ----- | ----- | ----- | - | - | - | - | - |
| 6 057 | 4 327 | 4 328 | 4 208 | - | - | - | - | - |

## Économie
L'économie de la commune repose sur l'agriculture et l'élevage. La commune dispose de plusieurs étangs créés par la domestication de la rivière Crasna.

## Communications

### Routes
Le village de Moftinu Mic est situé sur la route nationale DN19 Oradea-Carei-Satu Mare.La route régionale DJ195C mène au nord vers le village de Domănești et au sud vers Sânmiclăuș et Ghirolt. La DJ195B se dirige à l'est vers Moftinu Mare, Terebești et Craidorolț.

### Voies ferrées
Moftin est desservie par la ligne des chemins de fer roumains (Căile Ferate Române) Carei-Satu Mare.

## Lieux et monuments
- Moftinu Mic, église orthodoxe datant de 1898[9].
- Moftinu Mic, église réformée datant de 1892[10].
- Moftinu Mic, réserve naturelle des étangs de moftin (Heleșteele de la Moftin) d'une superficie de 38 ha[2].
- Moftinu Mare, église catholique de l'Assomption de la Vierge d'origine gothique, détruite par un incendie en 1791, reconstruite de 1793 à 1795 sur un plan baroque, classée monument historique[11].
- Ghirolt, église orthodoxe datant de 1893[9].
- Ghivaci, église orthodoxe datantde 1841[9].
- Istrău, église orthodoxe datant de 1911[9].
- Sânmiclăuș, église orthodoxe datant de 1904[9].
- Sânmiclăuș, église réformée[10].